# Natalja Lisovskaja
Natalja Lisovskaja (Russisch: Наталья Лисовская) (Alegasy, 16 juli 1962) is een voormalige Russische kogelstootster, die voor de Sovjet-Unie olympisch kampioene werd. Naast olympisch kampioene werd ze driemaal wereldkampioene (eenmaal outdoor, tweemaal indoor), meervoudige nationaal kampioene en heeft sinds 1987 het wereldrecord kogelstoten in handen.

## Loopbaan
In 1984 won Lisovskaja een gouden medaille op de Vriendschapsspelen in Praag door met 21,96 m de Tsjecho-Slowaakse Helena Fibingerová (zilver) en haar landgenote Nunu Abashidze te verslaan. Op de wereldkampioenschappen van 1987 in Rome won Lisovskaja een gouden medaille voor de Oost-Duitse atletes Kathrin Neimke (zilver) en Ines Müller.
Haar grootste prestatie leverde Lisovskaja in 1988 door op de Olympische Spelen van Seoel in 1988 olympisch kampioene kogelstoten te worden. Met een beste poging van 22,24 versloeg ze Kathrin Neimke (zilver) en de Chinese Li Meisu (brons). Hierna volgende een overwinning op de Europese kampioenschappen van 1990 en een zilveren medaille op de WK van 1991 in Edmonton.
Lisovskaja is de weduwe van kogelslingeraar Joeri Sedych (1955-2021) en woont sinds het begin van de jaren negentig in Frankrijk. Ze kwam daarna ook uit op de Franse kampioenschappen en verwierf in 2000 de Franse nationaliteit. Zij is de moeder van de Franse kogelslingeraarster Alexia Sedych, die in 2010 in haar specialiteit eerste werd tijdens de Olympische Jeugdzomerspelen in Singapore.
In 2013 werd ze opgenomen in de IAAF Hall of Fame.

## Titels
- Olympisch kampioene kogelstoten - 1988
- Wereldkampioene kogelstoten - 1987
- Wereldindoorkampioene kogelstoten - 1985, 1987
- Universitair kampioene kogelstoten - 1983, 1985, 1987
- Sovjet-kampioene kogelstoten - 1981, 1983, 1985, 1986, 1988, 1989, 1990, 1992
- Sovjet-indoorkampioene kogelstoten - 1982, 1983, 1987, 1988
- Frans kampioene kogelstoten - 2001

## Persoonlijke records
| Onderdeel    | Prestatie    | Datum       | Plaats |
| ------------ | ------------ | ----------- | ------ |
| kogelstoten  | 22,63 m (WR) | 7 juni 1987 | Moskou |
| discuswerpen | 62,28 m      |             |        |

## Palmares

### kogelstoten
- 1982:  EK indoor - 18,50 m
- 1983: 5e WK - 20,02 m
- 1983:  Universiade - 20,46 m
- 1984:  Vriendschapsspelen - 21,96 m
- 1985:  WK indoor - 20,07 m
- 1985:  Grand Prix Finale - 19,89 m
- 1985:  Universiade - 20,47 m
- 1985:  Wereldbeker - 20,69 m
- 1985:  Europese beker - 21,10 m
- 1986:  Goodwill Games - 21,37 m
- 1987:  WK indoor - 20,52 m
- 1987:  Europese beker - 21,56 m
- 1987:  Universiade - 20,48 m
- 1987:  Grand Prix Finale - 20,57 m
- 1987:  WK - 21,24 m
- 1988:  OS - 22,24 m
- 1989:  Grand Prix Finale - 20,03 m
- 1990:  EK indoor - 20,35 m
- 1990:  EK - 20,06 m
- 1990:  Goodwill Games - 20,60 m
- 1991:  WK indoor - 20,00 m
- 1991:  Europese beker - 21,12 m
- 1991:  Grand Prix Finale - 19,89 m
- 1991:  WK - 20,29 m
- 1992:  EK indoor - 20,70 m
- 1992: 9e OS - 18,60
- 2001:  Franse kamp. - 17,33 m

## Onderscheidingen
- IAAF Hall of Fame - 2013

1948: Micheline Ostermeyer ·
1952: Galina Zybina ·
1956: Tamara Tysjkevitsj ·
1960: Tamara Press ·
1964: Tamara Press ·
1968: Margitta Gummel ·
1972: Nadezjda Tsjizjova ·
1976: Ivanka Hristova ·
1980: Ilona Slupianek ·
1984: Claudia Losch ·
1988: Natalja Lisovskaja ·
1992: Svetlana Kriveljova ·
1996: Astrid Kumbernuss ·
2000: Janina Koroltsjik ·
2004: Yumileidi Cumbá ·
2008: Valerie Vili ·
2012: Valerie Adams ·
2016: Michelle Carter ·
2020: Gong Lijiao ·
2024: Yemisi Ogunleye
1983 Helena Fibingerová ·
1987 Natalja Lisovskaja ·
1991 Huang Zhihong ·
1993 Huang Zhihong ·
1995 Astrid Kumbernuss ·
1997 Astrid Kumbernuss ·
1999 Astrid Kumbernuss ·
2001 Janina Koroltsjik ·
2003 Svetlana Kriveljova ·
2005 Nadzeja Astaptsjoek ·
2007 Valerie Vili ·
2009 Valerie Vili ·
2011 Valerie Adams ·
2013 Valerie Adams ·
2015 Christina Schwanitz ·
2017 Gong Lijiao ·
2019 Gong Lijiao ·
2022 Chase Ealey ·
2023 Chase Ealey